# Pep Biel
Pep Biel Mas Jaume (født 5. september 1996) er en spansk fodboldspiller, der spiller for for amerikanske klub Charlotte FC. Han har tidligere spillet for bl.a. den danske superligaklub F.C. København og græske Olympiacos.

## Klubkarriere

### Spanske klubber
Biel er født i Sant Joan på Mallorca og begyndte sin karriere i CE Constància. Den 16. december 2012 debuterede han for førsteholdet som 16~årig som indskifter i et 0-1 nederlag mod CE L'Hospitalet i en kamp i Segunda División B.
I 2013 skiftede Biel til Rayo Vallecano. Efter at have optrådt nogle gange for Rayo Vallecanos andethold skiftede han i juli 2015 til CD Llosetense, også i den tredjebedste række.
Den 14. juni 2016 skiftede Biel til RCD Mallorcas reservehold, også i den tredjebedste række. Den 17. august samme år blev han udlånt til Tercera División-holdet AD Almudévar for 2016/17-sæsonen.
Den 12. juli 2017 skrev Biel en to-årig kontrakt med Real Zaragoza, hvor han blev tilknyttet reserveholdet Deportivo Aragón også i den tredjebedste række. Den 19. januar 2018 fik han debut i et 1-2 nederlag til Granada CF i Segunda División.
Den 21. maj 2018 fornyede Biel sin kontrakt til 2022 og blev permanent tilknyttet førsteholdet forud for 2018/19-sæsonen.

### F.C. København
Den 1. august 2019 meddelte den danske superligaklub F.C. København, at der var indgået en aftale om et omgående skifte til klubben på en kontrakt til 2024.
Biel opnåede hurtigt fast spilletid i FCK, og opnåede i 2021 at blive kåret til "Efterårets profil i Superligaen".. Han er sammen med Dame N'Doye, den spiller, der har scoret flest mål for FCK mod Brøndby IF og den eneste, der har scoret hattrick med Brøndby.
Biel blev solgt til Olympiakos F.C 1. september 2022. Han opnåede i alt 128 kampe for FCK, hvori han scorede 38 mål, fordelt på 95 superligakampe (23 mål), 5 pokalkampe, 28 europæiske kampe (9 mål).
I vinterpausen 2023/24 blev indgået lejeaftale med tyske Augsburg. 